# Plan mobilizacyjny
Plan mobilizacyjny – zespół dokumentów i przedsięwzięć opracowanych w czasie pokoju, pozwalający na planowe przestawienie potencjału państwa, a zwłaszcza jego sił zbrojnych, z warunków pokojowych na wojenne, przewidujących możliwość przeprowadzenia mobilizacji częściowej lub powszechnej. Ośrodkami opracowującymi plany mobilizacji sił zbrojnych są ich sztaby generalne.

## W II Rzeczypospolitej
W Polsce, w dwudziestoleciu międzywojennym, Sztab Generalny (Główny) opracował siedem planów mobilizacyjnych. Każdy z planów oznaczony był kryptonimem. Najczęściej była to pierwsza litera nazwiska oficera Sztabu Generalnego (Głównego), kierującego zespołem opracowującym plan. Poniżej przedstawiono plany mobilizacyjne Wojska Polskiego II RP, opracowane w latach 1921-1939. W nawiasach podano kryptonim planu lub nazwisko jego autora oraz datę wejścia w życie planu lub lata w jakich plan obowiązywał.
- Plan "AP" ("Armia Polska", 1921-1922)
- Plan "W" ("Wschód", 1 maja 1922)
- Plan "E" (?, 15 maja 1923)
- Plan "H" (gen. dyw. Stanisław Haller, 1 czerwca 1924)
- Plan "Z" (gen. bryg. Józef Zając, 1 czerwca 1925)
- Plan "S" (ppłk SG Jan Sadowski, 1 kwietnia 1926)
- Plan "W" (płk dypl. Józef Wiatr, 1 maja 1938)

## W ludowym Wojsku Polskim
W ludowym Wojsku Polskim prace nad opracowaniem planu mobilizacyjnego w formie osobnego dokumentu rozpoczęto dopiero w 1949. Studiowano przy tym materiały mobilizacyjne obowiązujące w Wojsku Polskim sprzed 1939 jak i doświadczenia sowieckie. Wcześniej wydano też oddzielne instrukcje: dla dowódców jednostek mobilizujących, Wojskowych Komend Rejonowych, komendantów garnizonów, dla dowódców okręgów wojskowych oraz ogólną instrukcję mobilizacyjną. Podstawą pierwszego planu mobilizacyjnego było założenie, że sześcioletni plan rozwoju SZ stworzy warunki do ich rozwinięcia. W latach 1949-1951 w Sztabie Generalnym WP opracowano plan mobilizacyjnego rozwinięcia wojsk pierwszego rzutu, oznaczony symbolem „PM-1”. Już dwa lata później plan ten uległ daleko idącej dezaktualizacji, a zastąpił go nowy plan mobilizacyjny „PM-53”. 
W latach 1956–1991 w SG WP opracowano cztery plany mobilizacyjne SZ oznaczone symbolami: PM-58, PM-63, PM-72 oraz PM-83.